# The Maid and the Milkman
The Maid and the Milkman è un cortometraggio muto del 1913 prodotto dalla Nestor. Il nome del regista non viene riportato nei credit.

## Trama
Al parco, passeggiano una madre e le sue due figlie. La più grande è molto contegnosa e piena di sussiego, mentre Louise, la più giovane, è una ragazza sbarazzina. Louise, con una scusa, comincia a chiacchierare con un giovanotto, Edward, che viene invitato a casa delle ragazze. La mamma, vedendo il giovane come l'ultima occasione per accasare la figlia grande, veste Louise da cameriera e la manda via quando Edward arriva. Il giovane, però, annoiato, carpisce il brano di una conversazione tra Louise e la madre. Capisce che per riuscire a vedere la ragazza, deve infilarsi in cucina. Così, prende in prestito cappello, grembiule e carretto del lattaio, e così travestito si intrufola in cucina, dove viene però intercettato da mammà.

## Produzione
Il film fu prodotto dalla Nestor Film Company.

## Distribuzione
Distribuito dalla Motion Picture Distributors and Sales Company, il film - un cortometraggio di 200 metri - uscì nelle sale cinematografiche USA il 7 aprile 1913.
Nelle proiezioni, veniva programmato con il sistema dello split reel, accorpato in un'unica bobina con un altro cortometraggio della Nestor, il documentario River Rhine, Germany.